# 王杰 (航天员)
王杰（1989年9月—），汉族，内蒙古巴彦淖尔人，中共党员，博士学位。曾任中国航天科技集团中国空间技术研究院载人航天总体部工程师，2020年9月入选第三批航天员，现为中国人民解放军航天员大队航天飞行工程师、四级航天员，陆军上校军衔，2025年4月执行神舟二十号任务。

## 生平
1989年，王杰出生在内蒙古巴彦淖尔盟乌拉特前旗的一个小山村。他在乌拉特前旗的县城就读中学，并了解到杨利伟乘坐神舟五号飞船在内蒙古四子王旗顺利着陆的新闻，这给他留下了很深的印象。他曾在沈阳航空航天大学获得飞行器制造专业学士学位，在北京航空航天大学先后获得力学专业硕士学位和博士学位。
在研究生阶段，王杰开始接触与航天有关的科研项目，希望成为一名中国航天科技人员。他在博士毕业后，进入中国航天科技集团中国空间技术研究院载人航天总体部，从事研发工作。曾担任天宫空间站巡天光学舱微振动抑制关键技术攻关总体技术负责人。
2020年9月，王杰入选第三批航天员。

## 执行任务
| 次序   | 任务名称   | 发射时间（UTC+8）       | 着陆时间（UTC+8） | 运载火箭      | 对接       | 任务时长          | 舱外活动次数 | 舱外活动时长 |
| ------ | ---------- | ----------------------- | ----------------- | ------------- | ---------- | ----------------- | ------------ | ------------ |
| 1      | 神舟二十号 | 2025年4月24日，17:17:31 |                   | 长征二号F遥20 | 天宫空间站 | 113天12小时又31分 | 1            | 6小时47分钟  |
| 合计： | 合计：     | 合计：                  | 合计：            | 合计：        | 合计：     | 113天12小时又31分 | 1            | 6小时47分钟  |